# La Motte-en-Bauges
La Motte-en-Bauges é uma comuna francesa na região administrativa de Auvérnia-Ródano-Alpes, no departamento de Saboia. Estende-se por uma área de 9,96 km². Em 2010 a comuna tinha 512 habitantes (densidade: 51,4 hab./km²).